# Deviazione magnetica

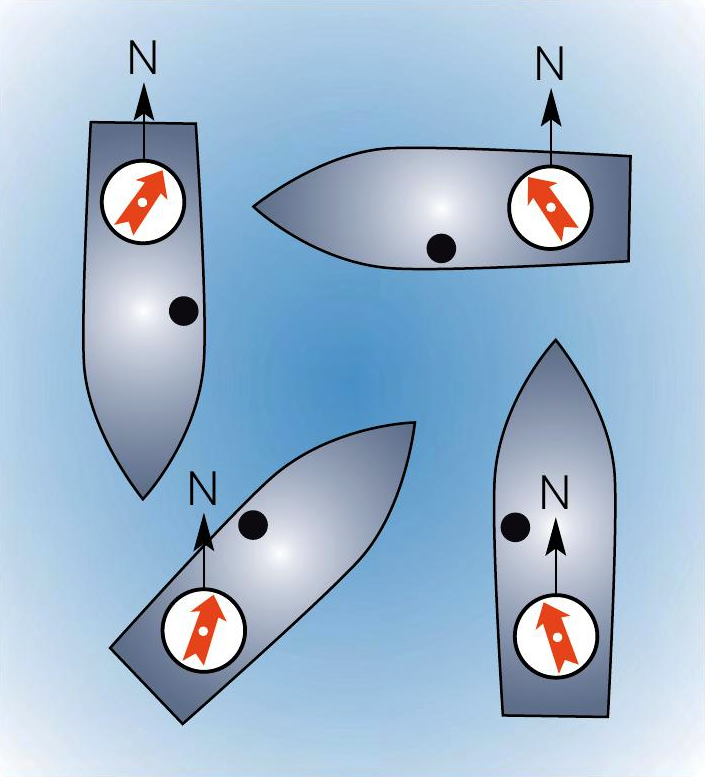
Deviazione magnetica della bussola di bordo

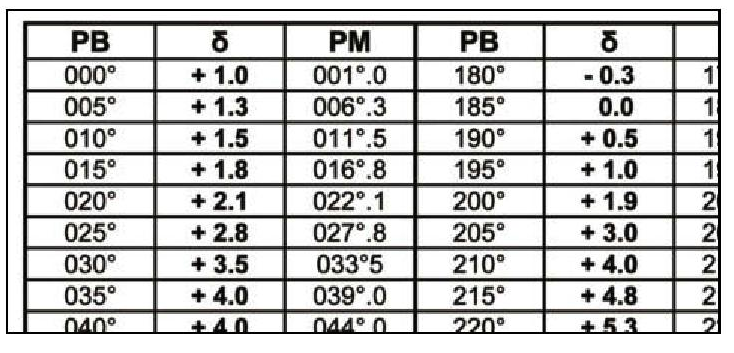
Esempio di tabella delle deviazioni residue

La deviazione magnetica è un fenomeno fisico che provoca una differenza tra la direzione del nord magnetico e quella indicata dall'ago di una bussola: l'angolo compreso tra le due direzioni è appunto definito deviazione magnetica che viene indicata con la lettera greca δ (delta).
Tale differenza è visibile soprattutto a bordo delle imbarcazioni e degli aerei ed è dovuta all'influenza da parte dei campi magnetici di bordo, generati da masse metalliche, strumenti elettronici e circuiti elettrici.
Per avere una tabella delle deviazione magnetiche su un'imbarcazione è necessario compiere dei giri bussola (fatti da un perito compensatore) al fine di ottenere una tabella propria dell'imbarcazione.